# Dominique Tinoudji
Dominique Tinoudji (ur. 8 sierpnia 1973 w Manli) – czadyjski duchowny katolicki, biskup Pala od 2021.

## Życiorys
Święcenia kapłańskie otrzymał 8 stycznia 2005 i został inkardynowany do diecezji Moundou. Był m.in. wychowawcą seminariów w Bakarze i Sarh oraz rektorem części teologicznej seminarium w Bakarze.
3 lipca 2021 papież Franciszek mianował go ordynariuszem diecezji Pala. Sakry udzielił mu 2 października 2021 jego poprzednik – biskup Jean-Claude Bouchard.